# Lévignen
Lévignen é uma comuna francesa na região administrativa de Altos da França, no departamento de Oise. Estende-se por uma área de 13,9 km². Em 2010 a comuna tinha 1 027 habitantes (densidade: 73,9 hab./km²).